# Hurricane (canção de Bob Dylan)
"Hurricane" é uma música de protesto de Bob Dylan co-escrita com Jacques Levy, sobre a prisão indevida de Rubin "Hurricane" Carter. Ele descreve os alegados atos de racismo contra Carter.

## Biografia
Dylan inspirou-se a compor a canção depois de ler a autobiografia de Carter,The Sixteenth Round, que Carter tinha criado para "African-American Civil Rights Movement (1955-1968)", um movimento afro-americano para conquista de direitos civis ocorrido entre 1955 e 1968.

## Julgamento
Carter e um homem chamado John Artis foram acusados e julgados por triplo homicídio qualificado pelo ocorrido em Lafayette Grill localizado em Paterson, Nova Jersey, em 1966. Carter e Artis foram acusados pelo crime, motivados por racismo. Nos anos do julgamento, foram verificados diversas inconsistências nas acusações e controvérsias por parte da acusação.

## Outras versões
A música tem uma versão brasileira gravada pelo cantor Zé Ramalho, intitulada Frevoador, sendo faixa-título ao mesmo álbum lançado em 1992.